# 雨谷昭弘
雨谷 昭弘（あめたに あきひろ、1944年2月14日 - 2022年1月4日）は、日本の電気工学者。モントリオール理工科大学教授、同志社大学名誉教授。Ph.D.（マンチェスター大学、1973年）、D.Sc. （マンチェスター大学・2010年）。電気学会副会長などを歴任した。長崎県出身。

## 経歴

### 学歴
1944年、長崎県長崎市生まれ。長崎県立長崎東高等学校卒業。1966年同志社大学工学部電気工学科卒業、1968年同大学大学院工学研究科電気工学専攻修了。1971年にイギリスへ渡り、1973年マンチェスター大学大学院パワーシステム工学専攻博士課程を修了し、Ph.D.取得。

### 職歴
1968年4月同志社大学助手、1971年4月専任講師。同年9月から1974年2月までマンチェスター大学助手を務め、1974年4月同志社大学講師、1976年4月助教授を経て、1985年4月教授。1976年から1981年にかけて、アメリカ合衆国エネルギー省研究員を兼任した。同志社大学内においては理工学研究所長（1996年 - 1997年）、学術情報センター所長（1998年 - 2001年）などを歴任した。
また、同志社大学以外の教育機関でも教鞭を執った。
- ルーヴェン・カトリック大学工学部教授（1988年9月 - 1988年12月）
- 早稲田大学理工学部教授（1997年4月 - 1997年9月）
- アイルランド国立大学客員教授（2005年8月 - 2006年1月）

2013年まで同志社大学教授、2011年から2014年にかけて同志社評議員会議長を務め退職、名誉教授。2014年からモントリオール理工科大学教授となった。

### 委員歴
電気工学に係わる国内外の学会で要職を歴任した。以下は一部を抜粋したものである。
- 1975年 - 国際大電力システム会議日本国内委員会委員
- 1978年 - 米国電気電子学会論文査読委員
- 1986年 - 英国電気学会日本支部評議員
- 2003年 - 電気学会理事（ - 2005年）
- 2003年 - 電気学会編集委員長（ - 2004年）
- 2004年 - 電気学会副会長（ - 2005年）

## 受賞歴
- 1976年 - 電気学会論文賞[5] 「多層大地サージの伝搬特性の研究」
- 1984年 - 市村賞貢献賞[5]
- 1990年 - 英国電気学会名誉会員[5]
- 1992年 - 米国電気電子学会名誉会員[5]
- 1996年 - 照明学会論文賞[5] 「水銀ランプの動特性解析」
- 2000年 - 国際大電力システム会議特別会員[7]
- 2005年 - 電気学会功績賞[7]
- 2007年 - 国際大電力システム会議技術活動功績賞[7]
- 2010年 - 電気学会フェロー[8]

## 著書

### 単著
- 『分布定数回路論』コロナ社、1990年。ISBN 978-4339005738。
- 『電気・電子回路解析プログラム EMTP入門―インターネットでダウンロードして使おう!』電気学会、2000年。ISBN 978-4886862259。

### 共著
- 雨谷昭弘、金子和博、辻本寛『電気エネルギーシステム工学』日刊工業新聞社、1988年。ISBN 978-4526023422。
- 大谷隆彦、雨谷昭弘、藤田一郎『電気回路学』昭晃堂、1989年。ISBN 978-4785611781。

### 編著
- サージ現象に関する数値電磁界解析手法調査専門委員会編 編『数値過渡電磁界解析手法―サージ現象への適用』電気学会、2008年。ISBN 978-4886862631。
- 明石泉、梅田繁樹、岩井誠人、高松篤子 著、雨谷昭弘編 編『インフラストラクチャー工学概論』オーム社、2011年。ISBN 978-4274503269。

## 論文
- CiNii>雨谷昭弘